# Aldama segunda sección
Aldama segunda sección es una localidad del municipio de Juárez ubicado en el noroeste del estado mexicano de Chiapas.

## Geografía
La localidad de Aldama segunda sección se sitúa en las coordenadas geográficas 17°38′36″N 93°11′26″O / 17.643333, -93.190556, a una elevación de 44 metros sobre el nivel del mar.

## Demografía
Según el Conteo de Población y Vivienda 2005, efectuado por el Instituto Nacional de Estadística y Geografía, Aldama segunda sección tenía 91 habitantes, en 2010 la población era de 69 habitantes, y para 2020 había 71 habitantes de los cuales 32 son del sexo masculino y 39 del sexo femenino.
| Gráfica de evolución demográfica de Aldama 2.ª Sección entre 2005 y 2020 |
|                                                                          |
| INEGI.                                                                   |